# Villa de Arista
Villa de Arista è una municipalità dello stato di San Luis Potosí, nel Messico centrale, il cui capoluogo è la omonima località.
Conta 15.528 abitanti (2010) e ha una estensione di 584,99 km².